# Ботанічний сад (Краків)
Ботанічний сад Ягеллонського університету — ботанічний сад, заснований в 1783 році в Кракові, займає площу 9,6 га і є найстарішим ботанічним садом у Польщі.. Належить Ягеллонському університету. Розташований у східній частині «Старого міста» на території історичного району Весола за адресою вул. Коперника, 27.

## Історія
Ботанічний сад був заснований в 1783 році на місці саду сім'ї Чарторийських, який був придбаний в 1752 році єзуїтами. Після розпуску єзуїтського ордену сад Чарторийських був переданий Едукаційній комісії, яка передала сад як допоміжний підрозділ кафедрі хімії та природної історії Ягеллонського університету. У цей час площа саду становила 2,4 гектари і він являв собою французький парк в стилі бароко, в межах якого була закладена колекція лікарських і декоративних рослин. Облаштуванням парку займався доктор медицини, хімік і професор Ягеллонського університету Ян Яськевич. У 1783 році почалися підготовчі роботи з перетворення саду Чарторийських у ботанічний сад. У 1787 році були побудовані перші теплиці. Нині найстарішим тепличним комплексом є «Вікторія», який був споруджений на місці колишніх теплиць, потім перебудований на рубежі XIX і XX століть, а в 1993-1998 роках був ще раз реконструйований. У 1882 році була побудована пальмова теплиця, яка проіснувала до 1969 року.
У 1792 році на території ботанічного саду була обладнана Астрономічна обсерваторія, в якій працював відомий краківський астроном і математик Ян Снядецький і астроном Тадеуш Банахевич. Спочатку в будівлі обсерваторії розташовувалася юридика Весола, заснована в 1639 році Катажиною Острозькою. У часи Чарторийських будівлю юридики було перебудовано в невеликий палац, біля якого знаходився невеликий парк. Ця будівля була переобладнана для наукових досліджень обсерваторії за проектом архітектора Станіслава Завадського. Проект перебудови закінчив архітектор Фелікс Радванський. У 1792 році в цій будівлі була також заснована метеорологічна станція, яка проводила вимірювання до 1825 року. З 1833 року в будівлі розташовувалася адміністрація ботанічного парку. У 1859 році будівля була перебудована в стилі класицизму. Сьогодні в будівлі колишньої астрономії під назвою «Колегіум Снядецького» розташований Інститут ботаніки Ягеллонського університету.
З середини XIX століття з ініціативи польського ботаніка і мандрівника Йосипа Варшевича була заснована колекція орхідей, яка в даний час налічує близько 500 видів орхідних. Наприкінці XVIII століття колекція ботанічного саду налічувала близько 3 тисяч видів рослин. До початку 20-х років XIX століття склад колекції ботанічного саду зменшився, після чого її поповненням зайнявся ботанік Алоізій Естрайхер, який у співпраці з Ігнацієм Червяковским до середини XIX століття значно збільшив зібрання рослин. Наприкінці XIX і на початку XX століть колекцією ботанічного саду займався Маріан Рациборський, який розширив колекцію зразками польської флори. В цей же час у ботанічному саді розпочав свою діяльність Відділ генетики і варіації рослин. Завдяки діяльності Владислава Шафера ботанічний сад набув сучасного вигляду.
У 1954 році була побудована теплиця «Голендерка» з колекцією орхідей. У 1966 році була відкрита нова пальмова теплиця під назвою «Ювілейна» і комплекс нових теплиць для тропічних рослин. 28 травня 1976 року Краківський парк був внесений до реєстру охоронюваних пам'яток Малопольського воєводства (№ А-575).
26 травня 1983 року в ботанічному саді була організована постійна виставка за проектом Аліції Земанек і Єжи Свецімського. У цьому ж році в Колегіуму Снядецького була створена загальнонаціональна Секція історії ботаніки Польського ботанічного товариства, Музей Ботанічного саду і Лабораторія історії ботаніки ім. Дияковскої Ягеллонського університету.

## Відділи та колекції рослин
В даний час колекція рослин містить близько 5000 видів і сортів з різних країн світу. У це число входить близько 1000 видів дерев і чагарників, а також понад 2000 видів і сортів рослин у теплицях. Дендрарій, який є частиною саду, містить цілеспрямовано зібрані дерева і чагарники та охоплює найбільшу площу саду.
Площа Ботанічного саду поділена на декілька секцій:
- Колекція тропічних рослин — теплиці:

- «Вікторія» — найменування походить від Вікторії амазонської (Victoria amazonica), яка росте в цій теплиці;
- «Ювілейна» — побудована на честь 600-річчя Ягеллонського університету в 1964 році;
- «Голендерка» — назва означає тип теплиці.

- Ґрунтові рослини:

- Рослини Біблії
- Дендрарій
- Систематика рослин
- Біологія рослин
- Захищені рослини
- Сад каменів
- Лікарські рослини та інші утиліти
- Декоративні рослини
- Водні рослини

## Директора та керуючі
- Ян Яшкевич (1749-1809) — польський хімік, геолог і мінералог; є першим директором;
- Францішек Шайдт (1759-1807) — ботанік і фізик;
- Suibert Burchard Schivereck (1742-1806), Йосип Шульц (1773-1831), Бальтазар Хакет (1739-1815), Йосип Родиус — австрійські і німецькі професори;
- 1809 — Алоізій Рафаель Естрайхер (1786-1852) — польський ботанік, ентомолог;
- Ігнатій Черв'яковський (1808-1882) — ботанік, лікар;
- 1878 — Йосип Ростафінський (1850-1928) — ботанік і вчений-гуманіст з водоростей і міксоміцетів;
- Йосип Петер Бжезинський (1862-1939) — Президент садівничого товариства Кракова, заступник директора Ботанічного саду;
- Еміль Годлевський ст. (1847-1930) — польський піонер фізіології рослин;
- Едуард Янчевський-Глінка (1846-1918) — анатом і систематик;
- 1912-1917 — Маріан Рациборський (1863-1917) — польський ботанік, дослідник флори;
- 1918-1960 — Владислав Шафер (1886-1970);
- Вільям Гертер — займав пост директора під час окупації;
- 1960-1965 — Богуміл Павловський (1898-1971) — експерт в області європейської гірської рослинності;
- 1965-1967 — Броніслав Шафран (1897-1968)  — дослідник мохоподібних;
- 1967-1970 — Wanda Wróbel-Stermińska (1911-1983);
- 1970-1973 — Ян Валас (1903-1991) — географ рослин і фітосоціолог;
- 1973-1991 — Kazimierz Szczepanek — палеоботанік, дослідник флори четвертинних копалин;
- 1991-2013 — проф. Bogdan Zemanek — Польський ботанік, фахівець в області географії, екології і систематики рослин;
- 2013 — Юзеф Мітка — Польський ботанік, фахівець в систематиці рослин і екології.